# Abu Sa’id
Abu Sa’id pers. ابو سعید بہادر خان, mong. ᠪᠦᠰᠠᠢ ᠪᠠᠬᠠᠲᠦᠷ ᠬᠠᠨ (ur. 2 czerwca 1305, zm. 30 listopada 1335) – władca z dynastii Ilchanidów, panujący w latach 1316-1335.
Był synem Oldżajtu. W chwili śmierci ojca miał zaledwie dwanaście lat. W okresie jego małoletności regentem był głównodowodzący armią – Czoban. Objęcie władzy przez regenta oznaczało koniec wpływów Raszida ad-Dina. Został oskarżony o otrucie Oldżajtu, co było o tyle łatwe, że był on osobistym lekarzem ilchana. Został uznany za winnego i skazany na śmierć. 7 lipca 1318 wraz został przecięty mieczem na pół wraz ze swoim niepełnoletnim synem, który miał mu rzekomo pomagać w dokonaniu zbrodni. Okres małoletności ilchana to  wzmocnienie pozycji koczowniczej arystokracji. Czoban otoczony krewnymi czuł bezkarność, często dochodziło do buntów. Już w 1319 wybuchło powstanie w Chorasanie, kierowane przez uciekiniera z ułusu czagatajskiego, Jasawura, który skorzystał z kolejnej wojny Ilchanidów ze Złotą Ordą. Czoban pokonał go, wyparł też wojska Złotej Ordy z terenów Kaukazu. W 1320 mamelucy najechali podległą Ilchanidom Małą Armenię. Konflikt rozwiązano na drodze negocjacji. Ostatecznie po 60 latach wojen w roku 1323 mamelucy i Ilchanidzi zawarli trwały pokój. W roku 1322 zbuntował się syn Czobana – Timurtasz. Ogłosił się niezależnym władcą w Anatolii. Rebelię zdławił osobiście ojciec. Czoban uzyskał jednak przebaczenie dla swojego syna (pierwotnie Timurtasz został skazany na śmierć). Zezwolono mu na pozostanie wicekrólem Ar-Rumu. W 1327 Timurtasz popadł ponownie w niełaskę. Został ponownie skazany na śmierć i zbiegł do Kairu. Inny syn Czobana –  Dimiszk-chodża zbuntował się 1327 i został ścięty. Czoban zareagował na to wznieceniem buntu. Większość stronników poparła jednak ilchana. Jeszcze w tym samym roku Czoban podzielił los syna. Abu Said pozbawiony opieki ambitnego regenta powrócił do polityki Ghazana. W roku 1328 mianował wezyrem syna Raszida ad-Dina - Mohammada Raszidiego. Ten w swojej polityce dążył do ukrócenia podatkowej samowoli poborców. Skonfliktowało to go z koczowniczą arystokracją, która w czasach regencji Czobana pomnażała swoje dochody i przywileje kosztem państwa. W 1335 Abu Said wziął udział w wyprawie przeciwko Złotej Ordzie. W czasie marszu wojsk w kierunku Arranu zmarł 30 listopada 1335, nie pozostawiając po sobie męskiego potomka. Po śmierci Abu Sa’ida wybuchła wojna domowa, która nie doprowadziła do wyłonienia jednego zwycięzcy, który mógłby zająć pozycję kolejnego ilchana. Państwo Ilchanidów powoli zaczęło się rozpadać.